# دولوريس دلغادو
دولوريس دلغادو (بالإسبانية:Dolores Delgado) هي سياسية إسبانية كانت تعمل كمحامية في السابق، وتشغل منصب وزيرة العدل من شهر يونيو (حزيران) عام 2018. وُلدت دلغادو في التاسع من شهر نوفمبر (تشرين الثاني) عام 1962 في مدريد في اسبانيا.

## حياتها
وُلدت دلغادو في التاسع من شهر نوفمبر (تشرين الثاني) عام 1962 في مدريد في اسبانيا، ودرست علوم القانون في جامعة مدريد المستقلة من أجل الحصول على ماجستير في قانون الاتحاد الأوروبي من جامعة كمبلوتنسي بمدريد. بعد أن أصبحت محامية عملت في المحكمة العُليا لإقليم كتالونيا ذا الحكم الذاتي ، و بعد ذلك عملت في قسم المحاماة المتخصص في مكافحة المخدرات. حتى عام 1993 تعمل دلغادو كمحامية في المحكمة العليا الإسبانية.
بعد تفجيرات مدريد عام 2004 تخصصت دلغادوا في مكافحة الإرهاب الإسلامي. و كانت المتحدثة باسم مكتب المدعي العام قبل أن تتسلم عملها في المحكمة الجنائية الدولية في لاهاي في عام 2011.

## الوزارة
بعد اقتراع سحب الثقة من ماريانو راخوي في يونيو (حزيران) عام 2018، عين رئيس الوزراء بيدرو سانشيث دلغادوا لمنصب وزيرة العدل في حكومته.